# Arena y sol
«Arena y sol» es una canción interpretada por la cantante española Marta Sánchez. Fue lanzada como el segundo sencillo de su segundo álbum de estudio Mi mundo en julio de 1995. El tema fue escrita por Christian de Walden, Max Di Carlo, Carlos Toro Montoro, Lori Barth y producida por Christian de Walden. Arena y Sol llegó a ser un gran éxito en América, alcanzando el primer puesto en México y logrando ocupar varios meses en los cinco primeros puestos de varios países de América Latina. En cambio en España también fue muy exitoso, pero llegó al puesto 23 en Los 40 Principales.

## Video musical
El videoclip fue rodado en Almería, y dirigido por Luis del Amo.

## Ediciones
España, CD promocional
1. «Arena y sol» (Álbum versión)

México, CD promocional"
1. «Arena y sol» (Álbum versión)
2. «Arena y sol» (Club mix)
3. «Arena y sol» (Street mix)
4. «Arena y sol» (Euro radio mix)

## Posicionamiento
| Lista (1995)                           | Máxima Posición |
| -------------------------------------- | --------------- |
| España (40 principales)                | 23              |
| Estados Unidos (Billboard Latin Songs) | 20              |
| Estados Unidos (Billboard Pop Latin)   | 6               |
| México                                 | 1               |
| Colombia                               | 1               |
| Argentina                              | 3               |
| Chile                                  | 1               |
| Venezuela                              | 1               |
| Perú                                   | 1               |
| Panamá                                 | 1               |
| Guatemala                              | 1               |